# Hackensack (New Jersey)
Hackensack város az USA New Jersey államában. Lakosainak száma 46 030 fő (2020. április 1.).

## Népesség
A település népességének változása:
| Lakosok száma | 2265 | 3558 | 4929 | 4248 | 6004 | 9443 | 14 050 | 43 010 | 46 030 |
|               | 1850 | 1860 | 1870 | 1880 | 1890 | 1900 | 1910   | 2010   | 2020   |